# Machimus vividus
Machimus vividus är en tvåvingeart som beskrevs av Pavel Lehr 1981. Machimus vividus ingår i släktet Machimus och familjen rovflugor.
Artens utbredningsområde är Kazakstan. Inga underarter finns listade i Catalogue of Life.